# Atletismo nos Jogos Pan-Americanos de 2019 - Decatlo masculino
A competição do decatlo masculino foi um dos eventos do atletismo nos Jogos Pan-Americanos de 2019, em Lima, no Peru. A prova foi realizada entre os dias 6 e 7 de agosto.

## Calendário
Horário local (UTC-5).
| Data        | Horário | Fase                     |
| ----------- | ------- | ------------------------ |
| 6 de agosto | 14:00   | 100 metros               |
| 6 de agosto | 14:40   | Salto em distância       |
| 6 de agosto | 16:10   | Aremesso de peso         |
| 6 de agosto | 17:22   | Salto em altura          |
| 6 de agosto | 19:33   | 400 metros               |
| 7 de agosto | 14:00   | 110 metros com barreiras |
| 7 de agosto | 14:45   | Arremesso de disco       |
| 7 de agosto | 16:35   | Salto com vara           |
| 7 de agosto | 18:35   | Lançamento de dardo      |
| 7 de agosto | 19:40   | 1500 metros              |
| 7 de agosto | 19:40   | Resultado final          |

## Medalhistas
| Ouro   | CAN Damian Warner |
| Prata  | GRN Lindon Victor |
| Bronze | CAN Pierce LePage |

## Recordes
Recordes mundial e pan-americano antes da disputa dos Jogos Pan-Americanos de 2019.
| Tipo                             | Atleta        | Pontos | Local   | Data                   |
| -------------------------------- | ------------- | ------ | ------- | ---------------------- |
|                                  | Kevin Mayer   | 9126   | Talence | 16 de setembro de 2018 |
| Recorde dos Jogos Pan-Americanos | Damian Warner | 8659   | Toronto | 23 de julho de 2015    |

## Resultados

### 100 metros
A prova teve início dia 6 de agosto às 14:00. 
| Posição | Bateria | Atleta              | Nacionalidade      | Tempo | Pontos | Notas           |
| ------- | ------- | ------------------- | ------------------ | ----- | ------ | --------------- |
| 1       | 1       | Damian Warner       | CAN Canadá         | 10.32 | 1018   |                 |
| 2       | 1       | Pierce LePage       | CAN Canadá         | 10.51 | 973    |                 |
| 3       | 1       | Lindon Victor       | GRN Granada        | 10.82 | 901    |                 |
| 4       | 1       | Geormi Jaramillo    | VEN Venezuela      | 10.87 | 890    |                 |
| 5       | 1       | Nathan Hite         | USA Estados Unidos | 10.96 | 870    | Recorde pessoal |
| 6       | 1       | Ken Mullings        | BAH Bahamas        | 11.09 | 841    |                 |
| 7       | 2       | Gerson Izaguirre    | VEN Venezuela      | 11.21 | 814    | Recorde pessoal |
| 8       | 2       | Jefferson Santos    | BRA Brasil         | 11.25 | 806    |                 |
| 9       | 2       | Briander Rivero     | CUB Cuba           | 11.32 | 791    |                 |
| 10      | 2       | Leonel Suárez       | CUB Cuba           | 11.38 | 778    | Recorde pessoal |
| 11      | 1       | Kurt Felix          | GRN Granada        | 11.40 | 774    |                 |
| 12      | 2       | Andy Preciado       | ECU Equador        | 11.42 | 769    | Recorde pessoal |
| 13      | 2       | José Gregorio Lemos | COL Colômbia       | 11.58 | 736    |                 |

### Salto em distância
A prova teve início dia 6 de agosto às 14:40. 
| Posição | Grupo | Atleta              | Nacionalidade      | #1   | #2   | #3   | Resultado | Pontos | Notas                | Total |
| ------- | ----- | ------------------- | ------------------ | ---- | ---- | ---- | --------- | ------ | -------------------- | ----- |
| 1       | A     | Damian Warner       | CAN Canadá         | 7.50 | 7.74 | x    | 7.74      | 995    | Recorde da temporada | 2013  |
| 2       | B     | Pierce LePage       | CAN Canadá         | 7.35 | 7.53 | 7.64 | 7.64      | 970    |                      | 1943  |
| 3       | B     | Lindon Victor       | GRN Granada        | 7.05 | 7.39 | 7.02 | 7.39      | 908    |                      | 1809  |
| 4       | A     | Gerson Izaguirre    | VEN Venezuela      | 7.29 | 7.06 | x    | 7.29      | 883    | =                    | 1697  |
| 5       | B     | Geormi Jaramillo    | VEN Venezuela      | 7.18 | x    | 6.89 | 7.18      | 857    |                      | 1747  |
| 6       | A     | Ken Mullings        | BAH Bahamas        | 7.07 | 6.52 | 6.96 | 7.07      | 830    | Recorde da temporada | 1671  |
| 7       | B     | Jefferson Santos    | BRA Brasil         | 6.93 | 7.05 | 6.98 | 7.05      | 826    |                      | 1632  |
| 8       | B     | Briander Rivero     | CUB Cuba           | 6.94 | x    | 6.97 | 6.97      | 807    |                      | 1598  |
| 9       | A     | Leonel Suárez       | CUB Cuba           | 6.73 | 6.79 | 6.89 | 6.89      | 788    |                      | 1566  |
| 10      | A     | Nathan Hite         | USA Estados Unidos | 6.69 | 6.82 | 6.85 | 6.85      | 778    |                      | 1648  |
| 11      | B     | Andy Preciado       | ECU Equador        | x    | 6.84 | x    | 6.84      | 776    |                      | 1545  |
| 12      | B     | José Gregorio Lemos | COL Colômbia       | 6.48 | 6.45 | 6.24 | 6.48      | 693    |                      | 1429  |
| 13      | A     | Kurt Felix          | GRN Granada        | x    | –    | –    | NM        | 0      |                      | 774   |

### Arremesso de peso
A prova teve início dia 6 de agosto às 16:10. 
| Posição | Grupo | Atleta              | Nacionalidade      | #1    | #2    | #3    | Resultado | Pontos | Notas                | Total |
| ------- | ----- | ------------------- | ------------------ | ----- | ----- | ----- | --------- | ------ | -------------------- | ----- |
| 1       | B     | José Gregorio Lemos | COL Colômbia       | 14.50 | 15.84 | 16.36 | 16.36     | 873    |                      | 2302  |
| 2       | B     | Geormi Jaramillo    | VEN Venezuela      | 15.37 | 15.84 | x     | 15.84     | 841    |                      | 2588  |
| 3       | B     | Lindon Victor       | GRN Granada        | 15.04 | x     | x     | 15.04     | 792    |                      | 2601  |
| 4       | B     | Damian Warner       | CAN Canadá         | 14.65 | 15.01 | 14.38 | 15.01     | 790    |                      | 2803  |
| 5       | A     | Jefferson Santos    | BRA Brasil         | 14.44 | 14.00 | 13.97 | 14.44     | 755    |                      | 2387  |
| 6       | A     | Pierce LePage       | CAN Canadá         | 13.86 | x     | 14.35 | 14.35     | 750    | Recorde da temporada | 2693  |
| 7       | A     | Leonel Suárez       | CUB Cuba           | 13.19 | 13.90 | 14.08 | 14.08     | 733    | Recorde da temporada | 2299  |
| 8       | B     | Andy Preciado       | ECU Equador        | 14.08 | 13.05 | x     | 14.08     | 733    |                      | 2278  |
| 9       | A     | Nathan Hite         | USA Estados Unidos | 13.20 | 13.06 | 13.72 | 13.72     | 711    |                      | 2359  |
| 10      | B     | Briander Rivero     | CUB Cuba           | 13.26 | 12.46 | 13.18 | 13.26     | 683    |                      | 2281  |
| 11      | A     | Ken Mullings        | BAH Bahamas        | 12.42 | 12.64 | 12.86 | 12.86     | 659    |                      | 2330  |
| 12      | A     | Gerson Izaguirre    | VEN Venezuela      | 11.87 | 11.65 | 12.28 | 12.28     | 623    |                      | 2320  |
| 13      | A     | Kurt Felix          | GRN Granada        | x     | –     | –     | NM        | 0      |                      | 774   |

### Salto em altura
A prova teve início dia 6 de agosto às 17:22. 
| Posição | Grupo | Atleta              | Nacionalidade      | 1.70 | 1.73 | 1.76 | 1.79 | 1.82 | 1.85 | 1.88 | 1.91 | 1.94 | 1.97 | 2.00 | 2.03 | 2.06 | 2.09 | Resultado | Pontos | Notas                | Total |
| ------- | ----- | ------------------- | ------------------ | ---- | ---- | ---- | ---- | ---- | ---- | ---- | ---- | ---- | ---- | ---- | ---- | ---- | ---- | --------- | ------ | -------------------- | ----- |
| 1       | A     | Andy Preciado       | ECU Equador        | –    | –    | –    | –    | –    | –    | –    | xo   | –    | o    | –    | xo   | –    | xxx  | 2.03      | 831    |                      | 3109  |
| 2       | A     | Ken Mullings        | BAH Bahamas        | –    | –    | –    | –    | –    | –    | –    | o    | –    | xxo  | xo   | xo   | xxx  |      | 2.03      | 831    |                      | 3161  |
| 3       | A     | Pierce LePage       | CAN Canadá         | –    | –    | –    | –    | –    | –    | –    | –    | –    | –    | o    | r    |      |      | 2.00      | 803    |                      | 3496  |
| 4       | B     | Lindon Victor       | GRN Granada        | –    | –    | –    | –    | –    | –    | o    | o    | xxo  | o    | o    | xxx  |      |      | 2.00      | 803    | =                    | 3404  |
| 5       | A     | Jefferson Santos    | BRA Brasil         | –    | –    | –    | –    | o    | –    | o    | –    | xxo  | o    | xxx  |      |      |      | 1.97      | 776    |                      | 3163  |
| 6       | B     | Briander Rivero     | CUB Cuba           | –    | –    | –    | –    | –    | xo   | o    | xxo  | o    | o    | xxx  |      |      |      | 1.97      | 776    |                      | 3057  |
| 7       | A     | Damian Warner       | CAN Canadá         | –    | –    | –    | –    | –    | –    | –    | xo   | o    | xo   | xxx  |      |      |      | 1.97      | 776    |                      | 3579  |
| 8       | A     | Leonel Suárez       | CUB Cuba           | –    | –    | –    | –    | –    | o    | –    | xo   | o    | xxo  | xxx  |      |      |      | 1.97      | 776    |                      | 3075  |
| 9       | A     | Gerson Izaguirre    | VEN Venezuela      | –    | –    | –    | xo   | –    | o    | o    | o    | xxo  | xxx  |      |      |      |      | 1.94      | 749    |                      | 3069  |
| 10      | B     | José Gregorio Lemos | COL Colômbia       | –    | –    | –    | xo   | –    | xo   | xxo  | xxx  |      |      |      |      |      |      | 1.88      | 696    | Recorde da temporada | 2998  |
| 11      | B     | Geormi Jaramillo    | VEN Venezuela      | –    | –    | o    | xo   | o    | o    | xxx  |      |      |      |      |      |      |      | 1.85      | 670    | Recorde da temporada | 3258  |
| 12      | B     | Nathan Hite         | USA Estados Unidos | –    | –    | –    | o    | o    | xo   | xxx  |      |      |      |      |      |      |      | 1.85      | 670    |                      | 3029  |
| 13      | B     | Kurt Felix          | GRN Granada        |      |      |      |      |      |      |      |      |      |      |      |      |      |      | NM        | 0      |                      | 774   |

### 400 metros
A prova teve início dia 6 de agosto às 19:33. 
| Posição | Bateria | Atleta              | Nacionalidade      | Tempo   | Pontos | Notas                | Total |
| ------- | ------- | ------------------- | ------------------ | ------- | ------ | -------------------- | ----- |
| 1       | 1       | Pierce LePage       | CAN Canadá         | 47.74   | 922    | Recorde da temporada | 4418  |
| 2       | 1       | Damian Warner       | CAN Canadá         | 47.77   | 920    |                      | 4499  |
| 3       | 1       | Nathan Hite         | USA Estados Unidos | 48.74   | 874    |                      | 3903  |
| 4       | 1       | Geormi Jaramillo    | VEN Venezuela      | 48.91   | 866    | {{SB}                | 4124  |
| 5       | 1       | Lindon Victor       | GRN Granada        | 49.28   | 848    |                      | 4252  |
| 6       | 2       | Briander Rivero     | CUB Cuba           | 50.26   | 803    | Recorde da temporada | 3860  |
| 7       | 1       | Gerson Izaguirre    | VEN Venezuela      | 50.78   | 779    |                      | 3848  |
| 8       | 1       | Leonel Suárez       | CUB Cuba           | 50.79   | 779    |                      | 3854  |
| 9       | 2       | Ken Mullings        | BAH Bahamas        | 50.88   | 774    | Recorde da temporada | 3935  |
| 10      | 2       | Jefferson Santos    | BRA Brasil         | 51.01   | 769    | Recorde da temporada | 3932  |
| 11      | 2       | José Gregorio Lemos | COL Colômbia       | 52.70   | 694    |                      | 3692  |
| 12      | 2       | Andy Preciado       | ECU Equador        | DNF     | 0      |                      | 3109  |
| 13      | 2       | Kurt Felix          | GRN Granada        | 99.99 ! |        | DNS                  | DNF   |

### 110 metros com barreiras
A prova teve início dia 7 de agosto às 14:00. 
| Posição | Bateria | Atleta              | Nacionalidade      | Tempo   | Pontos | Notas                | Total |
| ------- | ------- | ------------------- | ------------------ | ------- | ------ | -------------------- | ----- |
| 1       | 1       | Damian Warner       | CAN Canadá         | 13.68   | 1016   |                      | 5515  |
| 2       | 1       | Pierce LePage       | CAN Canadá         | 14.15   | 955    |                      | 5373  |
| 3       | 1       | Geormi Jaramillo    | VEN Venezuela      | 14.27   | 940    |                      | 5064  |
| 4       | 1       | Ken Mullings        | BAH Bahamas        | 14.42   | 921    |                      | 4856  |
| 5       | 1       | Gerson Izaguirre    | VEN Venezuela      | 14.54   | 906    |                      | 4754  |
| 6       | 1       | Briander Rivero     | CUB Cuba           | 14.66   | 891    |                      | 4751  |
| 7       | 2       | Leonel Suárez       | CUB Cuba           | 14.81   | 873    | Recorde da temporada | 4727  |
| 8       | 2       | José Gregorio Lemos | COL Colômbia       | 15.00   | 850    |                      | 4542  |
| 9       | 2       | Lindon Victor       | GRN Granada        | 15.01   | 848    |                      | 5100  |
| 10      | 2       | Nathan Hite         | USA Estados Unidos | 15.04   | 845    |                      | 4748  |
| 11      | 1       | Jefferson Santos    | BRA Brasil         | 15.37   | 805    |                      | 4737  |
| 12      | 2       | Andy Preciado       | ECU Equador        | 99.99 ! |        | DNS                  | DNF   |

### Arremesso de disco
A prova teve início dia 7 de agosto às 14:45. 
| Posição | Atleta              | Nacionalidade      | #1    | #2    | #3    | Resultado | Pontos | Notas                | Total |
| ------- | ------------------- | ------------------ | ----- | ----- | ----- | --------- | ------ | -------------------- | ----- |
| 1       | Lindon Victor       | GRN Granada        | x     | x     | 50.83 | 50.83     | 888    |                      | 5988  |
| 2       | Damian Warner       | CAN Canadá         | 48.82 | 46.65 | 45.81 | 48.82     | 846    | Recorde da temporada | 6361  |
| 3       | José Gregorio Lemos | COL Colômbia       | 48.82 | x     | x     | 48.82     | 846    | Recorde da temporada | 5388  |
| 4       | Geormi Jaramillo    | VEN Venezuela      | 45.36 | 44.60 | 43.45 | 45.36     | 774    | Recorde da temporada | 5838  |
| 5       | Leonel Suárez       | CUB Cuba           | 41.39 | 43.25 | x     | 43.25     | 731    |                      | 5458  |
| 6       | Jefferson Santos    | BRA Brasil         | 42.51 | 42.95 | x     | 42.95     | 725    |                      | 5462  |
| 7       | Ken Mullings        | BAH Bahamas        | 40.15 | x     | 41.25 | 41.25     | 690    | Recorde da temporada | 5546  |
| 8       | Briander Rivero     | CUB Cuba           | x     | 41.05 | x     | 41.05     | 686    |                      | 5437  |
| 9       | Gerson Izaguirre    | VEN Venezuela      | 40.40 | 39.33 | 38.40 | 40.40     | 673    | Recorde da temporada | 5427  |
| 10      | Nathan Hite         | USA Estados Unidos | 39.47 | x     | 34.06 | 39.47     | 654    |                      | 5402  |
| 11      | Pierce LePage       | CAN Canadá         | 33.46 | 38.85 | 36.39 | 38.85     | 641    |                      | 6014  |
| 12      | Andy Preciado       | ECU Equador        |       |       |       |           |        | DNS                  | DNF   |

### Salto com vara
A prova teve início dia 7 de agosto às 16:35. 
| Posição | Grupo | Atleta              | Nacionalidade      | 3.60 | 3.70 | 3.80 | 3.90 | 4.00 | 4.10 | 4.20 | 4.30 | 4.40 | 4.50 | 4.60 | 4.70 | 4.80 | 4.90 | 5.00 | 5.10 | 5.20 | Resultado | Pontos | Notas           | Total |
| ------- | ----- | ------------------- | ------------------ | ---- | ---- | ---- | ---- | ---- | ---- | ---- | ---- | ---- | ---- | ---- | ---- | ---- | ---- | ---- | ---- | ---- | --------- | ------ | --------------- | ----- |
| 1       | A     | Pierce LePage       | CAN Canadá         | –    | –    | –    | –    | –    | –    | –    | –    | –    | o    | –    | xo   | –    | o    | xo   | o    | xxx  | 5.10      | 941    |                 | 6955  |
| 2       | A     | Lindon Victor       | GRN Granada        | –    | –    | –    | –    | –    | –    | –    | –    | o    | o    | o    | o    | xo   | xo   | xxx  |      |      | 4.90      | 880    | =               | 6868  |
| 3       | A     | Gerson Izaguirre    | VEN Venezuela      | –    | –    | –    | –    | –    | –    | –    | o    | –    | o    | xxo  | xxx  |      |      |      |      |      | 4.60      | 790    | Recorde pessoal | 6217  |
| 4       | A     | Leonel Suárez       | CUB Cuba           | –    | –    | –    | –    | –    | –    | –    | o    | o    | o    | xxx  |      |      |      |      |      |      | 4.50      | 760    |                 | 6218  |
| 5       | A     | Nathan Hite         | USA Estados Unidos | –    | –    | –    | –    | –    | –    | o    | o    | xo   | xo   | xxx  |      |      |      |      |      |      | 4.50      | 760    |                 | 6162  |
| 6       | A     | Geormi Jaramillo    | VEN Venezuela      | –    | –    | –    | –    | –    | –    | –    | o    | o    | xxx  |      |      |      |      |      |      |      | 4.40      | 731    | =               | 6569  |
| 6       | A     | Damian Warner       | CAN Canadá         | –    | –    | –    | –    | –    | –    | –    | –    | o    | –    | xxx  |      |      |      |      |      |      | 4.40      | 731    |                 | 7092  |
| 8       | B     | Ken Mullings        | BAH Bahamas        | o    | –    | xo   | –    | xo   | o    | xo   | o    | o    | xxx  |      |      |      |      |      |      |      | 4.40      | 731    | Recorde pessoal | 6277  |
| 9       | B     | José Gregorio Lemos | COL Colômbia       | –    | –    | o    | –    | xo   | xo   | o    | xxx  |      |      |      |      |      |      |      |      |      | 4.20      | 673    | =               | 6061  |
| 10      | B     | Jefferson Santos    | BRA Brasil         | –    | –    | –    | –    | –    | –    | xo   | –    | xxx  |      |      |      |      |      |      |      |      | 4.20      | 673    | =               | 6135  |
| 11      | B     | Briander Rivero     | CUB Cuba           | –    | –    | –    | xo   | o    | xo   | xxx  |      |      |      |      |      |      |      |      |      |      | 4.10      | 645    |                 | 6082  |
| 12      | B     | Andy Preciado       | ECU Equador        |      |      |      |      |      |      |      |      |      |      |      |      |      |      |      |      |      |           |        | DNS             | DNF   |

### Lançamento de dardo
A prova teve início dia 7 de agosto às 16:35. 
| Posição | Atleta              | Nacionalidade      | #1    | #2    | #3    | Resultado | Pontos | Notas                | Total |
| ------- | ------------------- | ------------------ | ----- | ----- | ----- | --------- | ------ | -------------------- | ----- |
| 1       | Leonel Suárez       | CUB Cuba           | 66.45 | 67.60 | 69.15 | 69.15     | 876    |                      | 7094  |
| 2       | José Gregorio Lemos | COL Colômbia       | 62.69 | 64.23 | 59.21 | 64.23     | 802    |                      | 6863  |
| 3       | Lindon Victor       | GRN Granada        | 57.24 | 55.26 | 62.26 | 62.26     | 772    |                      | 7640  |
| 4       | Geormi Jaramillo    | VEN Venezuela      | 59.86 | 56.02 | 55.30 | 59.86     | 736    | Recorde da temporada | 7305  |
| 5       | Damian Warner       | CAN Canadá         | 56.34 | 59.48 | x     | 59.48     | 730    |                      | 7822  |
| 6       | Ken Mullings        | BAH Bahamas        | 51.11 | 57.18 | 54.55 | 57.18     | 696    | Recorde da temporada | 6973  |
| 7       | Pierce LePage       | CAN Canadá         | 51.31 | 52.13 | 54.57 | 54.57     | 656    |                      | 7611  |
| 8       | Gerson Izaguirre    | VEN Venezuela      | 47.33 | 51.74 | 54.23 | 54.23     | 651    |                      | 6868  |
| 9       | Jefferson Santos    | BRA Brasil         | 51.49 | 49.19 | 51.85 | 51.85     | 616    |                      | 6751  |
| 10      | Nathan Hite         | USA Estados Unidos | 46.35 | 51.64 | 49.03 | 51.64     | 613    |                      | 6775  |
| 11      | Briander Rivero     | CUB Cuba           | 50.72 | x     | 45.53 | 50.72     | 599    |                      | 6681  |
| 12      | Andy Preciado       | ECU Equador        |       |       |       |           |        | DNS                  | DNF   |

### 1500 metros
A prova teve início dia 7 de agosto às 16:35. 
| Posição | Atleta              | Nacionalidade      | Tempo     | Pontos | Notas                | Total |
| ------- | ------------------- | ------------------ | --------- | ------ | -------------------- | ----- |
| 1       | Leonel Suárez       | CUB Cuba           | 4:36.16   | 705    |                      | 7799  |
| 2       | Damian Warner       | CAN Canadá         | 4:38.31   | 691    |                      | 8513  |
| 3       | Nathan Hite         | USA Estados Unidos | 4:50.81   | 614    |                      | 7389  |
| 4       | Geormi Jaramillo    | VEN Venezuela      | 4:51.77   | 608    | Recorde da temporada | 7913  |
| 5       | Lindon Victor       | GRN Granada        | 4:53.15   | 600    | Recorde da temporada | 8240  |
| 6       | Jefferson Santos    | BRA Brasil         | 4:58.96   | 566    |                      | 7317  |
| 7       | Briander Rivero     | CUB Cuba           | 5:00.24   | 558    |                      | 7239  |
| 8       | Pierce LePage       | CAN Canadá         | 5:01.67   | 550    |                      | 8161  |
| 9       | Gerson Izaguirre    | VEN Venezuela      | 5:02.21   | 547    |                      | 7415  |
| 10      | José Gregorio Lemos | COL Colômbia       | 5:02.53   | 545    | Recorde da temporada | 7408  |
| 11      | Ken Mullings        | BAH Bahamas        | 5:02.79   | 544    |                      | 7517  |
| 12      | Andy Preciado       | ECU Equador        | 9:99.99 ! |        | DNS                  | DNF   |

### Resultado final
| Posição           | Atleta              | Nacionalidade      | Pontos | Notas                |
| ----------------- | ------------------- | ------------------ | ------ | -------------------- |
| Medalha de ouro   | Damian Warner       | CAN Canadá         | 8513   |                      |
| Medalha de prata  | Lindon Victor       | GRN Granada        | 8240   |                      |
| Medalha de bronze | Pierce LePage       | CAN Canadá         | 8161   |                      |
| 4                 | Geormi Jaramillo    | VEN Venezuela      | 7913   | Recorde da temporada |
| 5                 | Leonel Suárez       | CUB Cuba           | 7799   |                      |
| 6                 | Ken Mullings        | BAH Bahamas        | 7517   | Recorde pessoal      |
| 7                 | Gerson Izaguirre    | VEN Venezuela      | 7415   |                      |
| 8                 | José Gregorio Lemos | COL Colômbia       | 7408   |                      |
| 9                 | Nathan Hite         | USA Estados Unidos | 7389   |                      |
| 10                | Jefferson Santos    | BRA Brasil         | 7317   |                      |
| 11                | Briander Rivero     | CUB Cuba           | 7239   |                      |
| 12                | Andy Preciado       | ECU Equador        |        | DNF                  |
| 12                | Kurt Felix          | GRN Granada        |        | DNF                  |

Legenda
| Recorde mundial                  | Recorde mundial (World record)               |                       | Recorde africano                      | Recorde africano (African) |                                           | Q | Classificado por posição (Qualified) |
| Recorde dos Jogos Pan-Americanos | Recorde pan-americano (Pan-American record)  | Recorde da América    | Recorde da América (Americas)         | q                          | Classificado por melhor tempo (Qualified) |   |                                      |
| Melhor marca do ano              | Melhor marca do ano (World leading)          | Recorde asiático      | Recorde asiático (Asian)              | DNS                        | Não largou (Did not start)                |   |                                      |
| Recorde nacional                 | Recorde nacional (National record)           | Recorde europeu       | Recorde europeu (European)            | DNF                        | Não terminou (Did not finish)             |   |                                      |
| Recorde pessoal                  | Recorde pessoal do atleta (Personal best)    | Recorde da Oceania    | Recorde da Oceania (Oceania)          | DSQ / DQ                   | Desclassificado (Disqualified)            |   |                                      |
| Recorde da temporada             | Recorde da temporada do atleta (Season best) | Recorde sul-americano | Recorde sul-americano (South America) | NM                         | Sem marca (No mark)                       |   |                                      |